# Biemna
Biemna är ett släkte av svampdjur. Biemna ingår i familjen Desmacellidae.

## Dottertaxa tillBiemna, i alfabetisk ordning[1]
- Biemna anisotoxa
- Biemna bihamigera
- Biemna caribea
- Biemna chilensis
- Biemna ciocalyptoides
- Biemna cribaria
- Biemna dautzenbergi
- Biemna ehrenbergi
- Biemna fistulosa
- Biemna flabellata
- Biemna fortis
- Biemna fragilis
- Biemna gellioides
- Biemna granulosigmata
- Biemna humilis
- Biemna laboutei
- Biemna liposigma
- Biemna macrorhaphis
- Biemna megalosigma
- Biemna megastyla
- Biemna microacanthosigma
- Biemna microstrongyla
- Biemna microstyla
- Biemna microxa
- Biemna mnioeis
- Biemna novaezealandiae
- Biemna omanensis
- Biemna parthenopea
- Biemna pedonculata
- Biemna peracuta
- Biemna philippensis
- Biemna plicata
- Biemna polyphylla
- Biemna rhabderemioides
- Biemna rhabdostyla
- Biemna rhadia
- Biemna rhapidophora
- Biemna rufescens
- Biemna saucia
- Biemna seychellensis
- Biemna spinomicroxea
- Biemna strongylota
- Biemna tenuisigma
- Biemna tetraphis
- Biemna thielei
- Biemna trirhaphis
- Biemna trisigmata
- Biemna truncata
- Biemna tubulata
- Biemna variantia
- Biemna victoriana